# بریگاردهای شهبه
بریگاردهای شهبه یکی از گروه‌ها در جنگ داخلی سوریه است. آنان بیشتر جنگجویانی از نواحی روستایی دمشق هستند که عمدتاً به نبرد در حومه دمشق مشغول هستند. شمار آنان بین ۲ تا ۳ هزار نفر است.